# 2002-es US Open (tenisz)

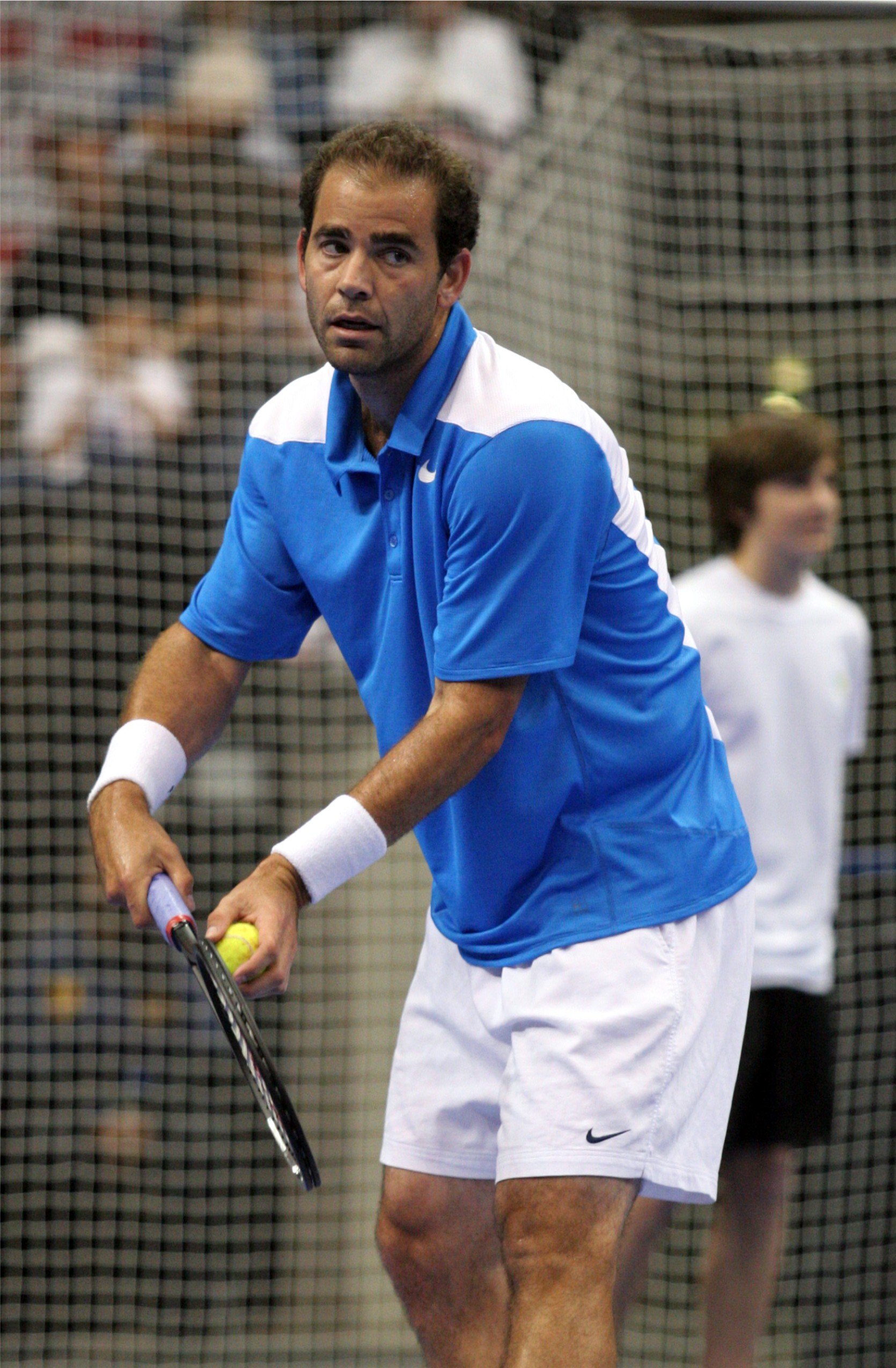
Pete Sampras pályafutása utolsó Grand Slam-győzelmét szerezte

A 2002-es US Open volt az év negyedik Grand Slam-tornája, a US Open 122. kiadása volt. New Yorkban, rendezték meg augusztus 26. és szeptember 8. között.
A férfiaknál az utolsó Grand Slam-győzelmét szerző Pete Sampras lett a bajnok, miután a döntőben, négy szettes mérkőzésen legyőzte honfitársát, Andre Agassit. A nőknél, a tavalyi évhez hasonlóan ismét a Williams nővérek vívták a döntőt, amely ezúttal Serena sikerével ért véget.

## Döntők

### Férfi egyes
Pete Sampras -   Andre Agassi, 6-3, 6-4, 5-7, 6-4

### Női egyes
Serena Williams -  Venus Williams, 6-4, 6-3

### Férfi páros
Mahes Bhúpati /  Makszim Mirni -  Jiří Novák /  Radek Štěpánek, 6-3, 3-6, 6-4

### Női páros
Virginia Ruano Pascual /  Paola Suárez -  Jelena Gyementyjeva /  Janette Husarova, 6-2, 6-1

### Vegyes páros
Lisa Raymond /  Mike Bryan -  Katarina Srebotnik /  Bob Bryan, 7-6(9), 7-6(1)

## Juniorok

### Fiú egyéni
Richard Gasquet –  Márkosz Pagdatísz, 7–5, 6–2

### Lány egyéni
Marija Kirilenko –  Barbora Strýcová, 6–4, 6–4

### Fiú páros
Michel Koning /  Bas van der Valk –  Brian Baker /  Chris Guccione 6–4, 6–4

### Lány páros
Elke Clijsters /  Kirsten Flipkens –  Shadisha Robinson /  Tory Zawacki 6–1, 6–3